# Hennepvreter
Hennepvreter (Orobanche ramosa) is een eenjarige, parasitaire plant uit de bremraapfamilie (Orobanchaceae).
De soort staat op de Nederlandse Rode Lijst van planten als niet meer in Nederland aanwezig. De plant kwam in Nederland voor tot 1928. Echter in september 2011 werd een exemplaar aangetroffen in de Botanische Tuinen Universiteit Utrecht, welke echter al rond 1995 was uitgezaaid.
De plant wordt 15–50 cm hoog en heeft een meestal vertakte stengel. De bladeren zijn schubvormig en hebben geen bladgroen.
Hennepvreter bloeit van juli tot oktober met bleekgele bloemen, die een paarse of blauwe zoom hebben. De kelk heeft vier eironde tot smal-driehoekige tanden en is vanboven tot de voet gedeeld. De stijl is ijl bezet met klierharen. Het schutblad heeft geen steelblaadjes. De bloeiwijze is een tros
De vrucht is een doosvrucht met zaad zo fijn als stof. De kiem is omsloten door een los fijnmazig netzakje. De zaden zenden bij het ontkiemen een wortelachtige uitloper de grond in totdat deze contact maakt met de wortel van de gastheer. Nadat hij zich hieraan vastgemaakt heeft berooft hij de gastheer van water en voedingsstoffen. Het ontkiemen van de zaden wordt op gang gebracht door stoffen die de wortel van de gastheer in de grond verspreidt; ontbreken deze, dan kan het zaad verscheidene jaren zijn kiemkracht behouden.
In Californië wordt de plant als onkruid beschouwd bij de teelt van tomaten, maar ook in andere staten van Amerika wordt de uit Europa afkomstige plant als een onkruid gezien.
De plant werd in Nederland als onkruid beschouwd als deze voorkwam op tabaks- en hennepplanten.

## Namen in andere talen
- Duits: Ästige Sommerwurz
- Engels: Branched broomrape, Hemp broomrape
- Frans: Orobanche rameuse